# СК Манчестер Лесковац
СК Манчестер је један од старијих лесковачких фудбалских клубова, шести по редоследу оснивања.
Оснивачи клуба били су имућнији Лесковчани: трговци, помоћници и приватни чиновници. Није имао игралиште, иако је материјално најбоље стајао. Први председник био је Драги К. Стојановић, књиговођа, а након њега Диче Недељковић, Граде Димитријевић и Влада Хр. Тасић.

## Историјат клуба
Клуб је основан 18. новембра 1932. године. На оснивачкој скупштини прочитан је реферат којим је потврђена тежња оснивача клуба, усвојена су правила клуба, изабрана је управа и донета одлука да се клуб региструје код Југословенског ногометног савеза.
Управа клуба је изгледала овако:
- Председник: Драги К. Стојановић, књиговођа;
- Први потпредседник: Миша Димитријевић, приватни чиновник;
- Други потпредседник: Младен Хаџи Јованчић, трговачки помоћник;
- Секретар: Душан С. Милосављевић, трговачки помоћник;
- Економ: Светислав Марковић, обућарски радник;
- Вођа фудбалске секције: Ђорђе Џојка Петровић, столар;

Остали чланови Управе били су:
1. Светислав Кржалић, приватни чиновник;
2. Владимир Хр. Тасић, трговачки помоћник;
3. Чедомир Ђикић, трговачки помоћник;
4. Божидар Љ. Ничић, хлебарски помоћник;
5. Живојин М. Кулић, трговачки помоћник.

Надзорни одбор чинили су:
1. Живојин Митић, приватни чиновник, председник;
2. Влада Поповић, гравер, члан;
3. Милорад Кулић, фото помоћник, члан.[4]

Десет дана након оснивања Управа клуба је упутила акт Заједничкој спортској управи Лесковачке жупе у коме га је обавестила о оснивању клуба и тражила сагласност за одигравање квалификационих утакмица 1. и 8. јануара 1933. године. Заједничка спортска управа Лесковачке жупе одобрила је захтев и послала обавештење о томе Нишком лоптачком подсавезу. Резултат тих утакмица био је:
- 1.1.1933. "Манчестер" - "Гајрет"          1:1
- 8.1.1933. "Манчестер" - "Момчило"     2:2

Прву пријатељску утакмицу ван Лесковца "Манчестер" је одиграо 2. фебруара 1933. године у Власотинцу са "Власином" и победио са резултатом 2:1.
Клуб није примљен у Нишки лоптачки подсавез управо због имена које није имало ни спортски ни национални значај, па је 15. јануара 1933. године у посебној сали пивнице "Централ" променио име у СК "Моравац". Ова промена је заведена деловодном протоколу Нишког лоптачког подсавеза 25. јануара 1933. године.